# کیتاکیوشو ۴۶۵۹۵
سیارک ۴۶۵۹۵ (به انگلیسی: 46595 Kita-Kyushu، نامگذاری:1992YB4) چهل و شش هزار و پانصد و نود و پنجمین سیارک کشف شده‌است که در ۲۹ دسامبر ۱۹۹۲ کشف شد.